# 니시나촌 (시즈오카현 이하라군)
니시나촌(일본어: 西奈村)은 일본 시즈오카현 중부, 이하라군에 존재했던 촌이다. 
1948년 4월 10일에 시즈오카시에 편입되었으며, 현재의 시즈오카시 아오이구에 해당한다.

## 역사
조몬시대부터 취락이 존재했었다,
- 슨푸성의 돌담의 대부분은 이 부근에서 채굴된 돌을 사용하고 있다. 많은 수의 돌밭이 남아 있다
- 1889년 4월 1일 - 시정촌제 시행에 의해 이하라군 니시나촌이 성립하였다.
- 1948년 4월 10일 - 시즈오카시에 편입했으며, 구촌은 아오이구에 속한다.

## 참고 문헌
- 角川日本地名大辞典編纂委員会,『角川日本地名大辞典 22 静岡県』, 角川書店, 1978年, ISBN 4040012208